# GRAAF (Borgloon)

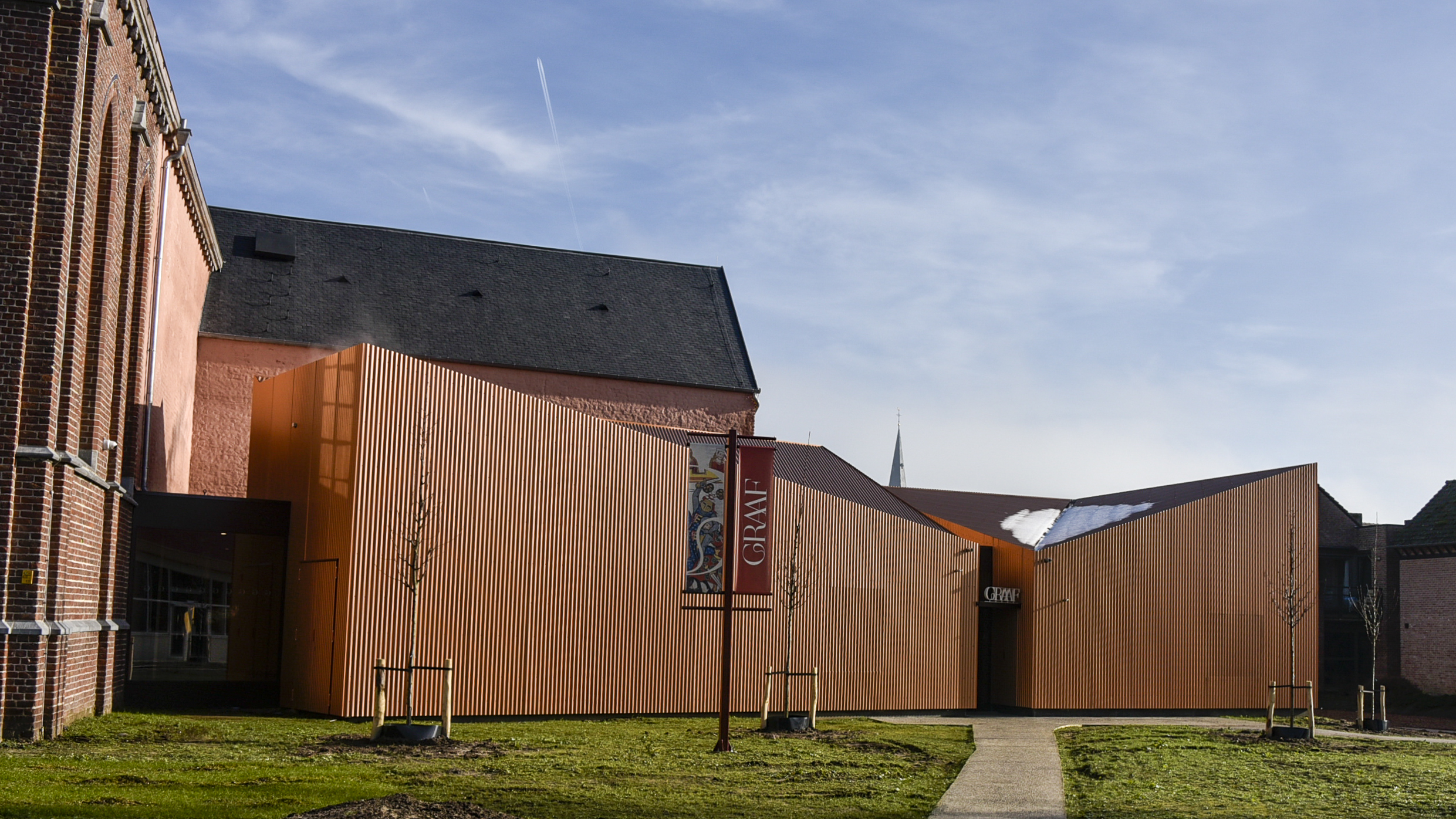
GRAAF

GRAAF is een museum en belevingscentrum in het Belgische Borgloon. Het centrum werd geopend op 1 oktober 2024. Het museum belicht de geschiedenis van het graafschap Loon. 

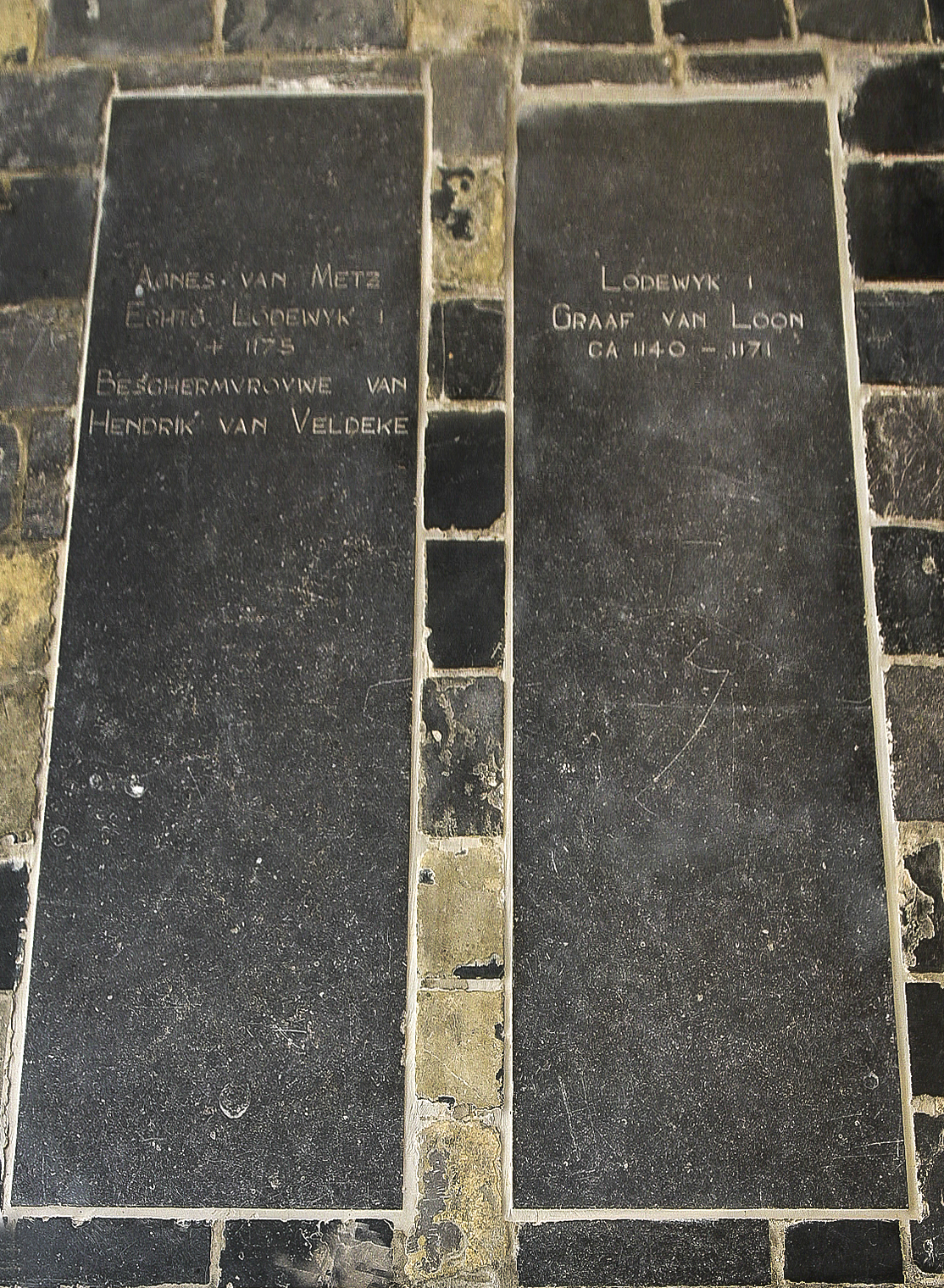
Onechte grafstenen van Lodewijk I van Loon en Agnes van Metz

GRAAF werd ingericht in twee gerestaureerde kapellen: Rusthuis- en begijnhofkapel en de Graethemkapel. GRAAF behandelt de geschiedenis van Borgloon en alle tien Loonse steden. Het belevingscentrum heeft een audiogids en audiovisuele animaties. In het park aan GRAAF staat een fontein die als een groot kompas alle Loonse steden en belangrijke plekken van het graafschap aanduidt.
Oorspronkelijk was het de bedoeling om er ook de skeletten van graaf Lodewijk I van Loon en zijn vrouw Agnes van Metz tentoon te stellen, maar de skeletten in de Graethemkapel bleken niet van hen te zijn. Grafstenen die hun namen dragen zijn er wel. 

## Galerij

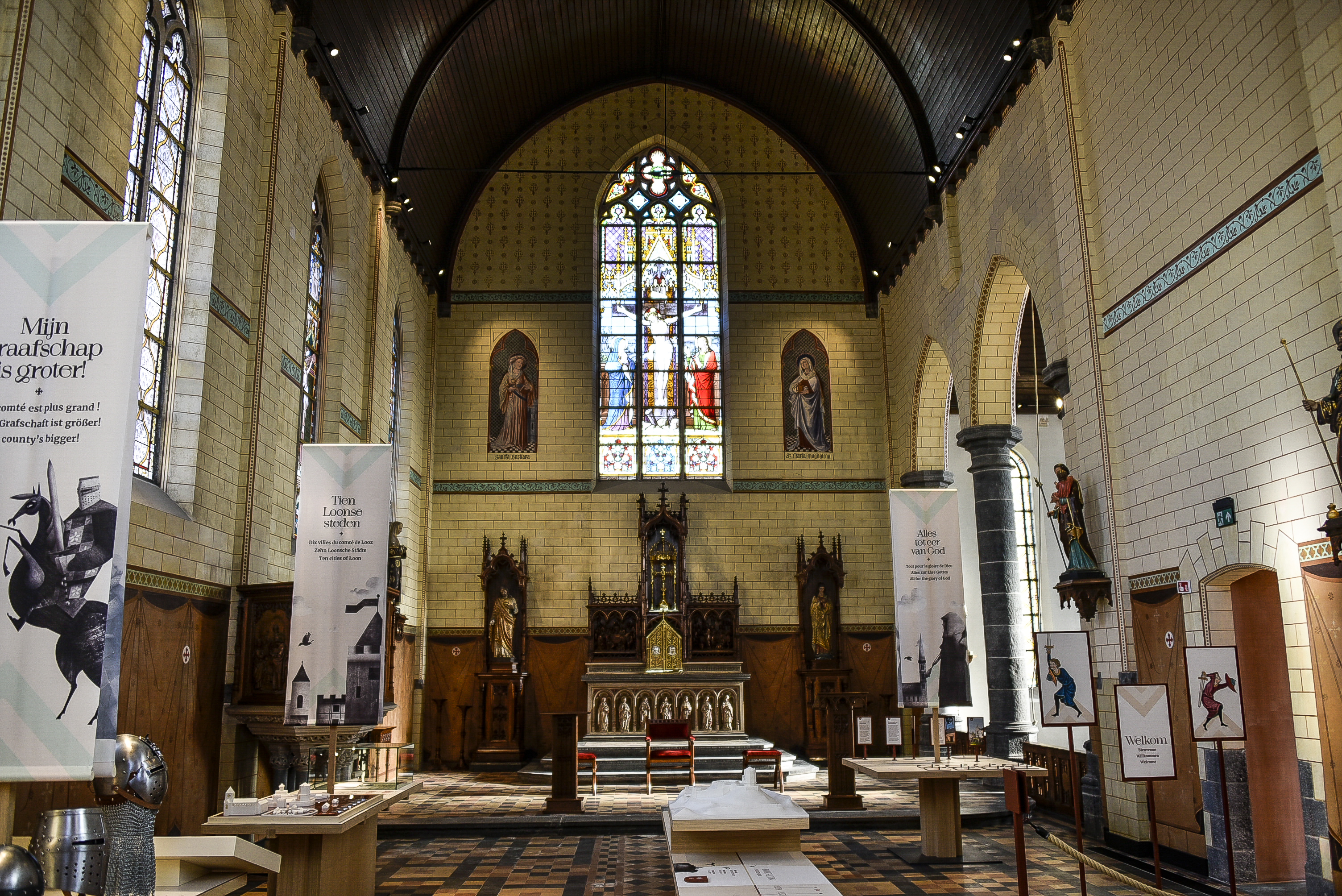
Rusthuis- en begijnhofkapel als deel van GRAAF
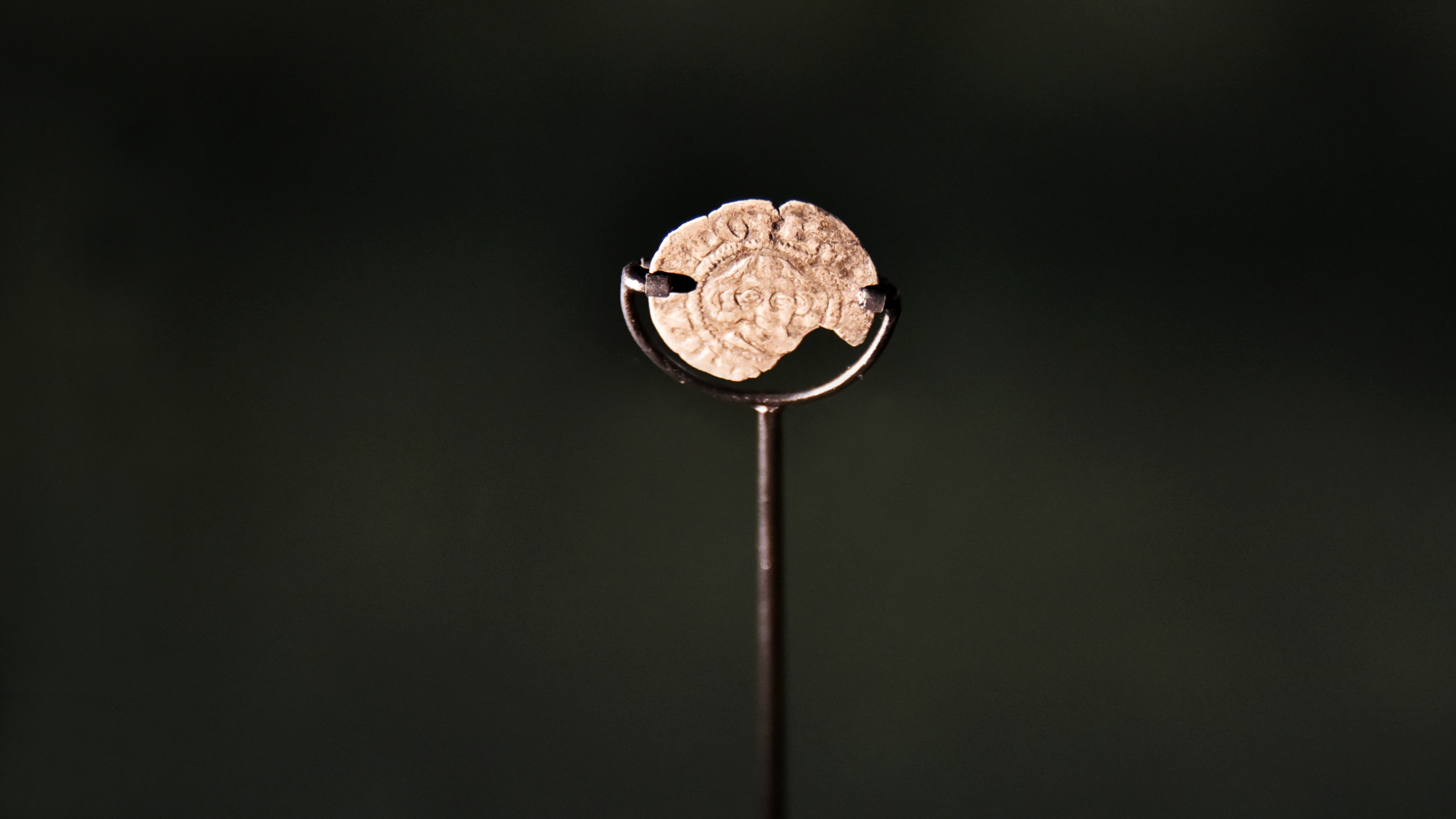
Zilveren sterling met beeltenis Arnold V van Loon
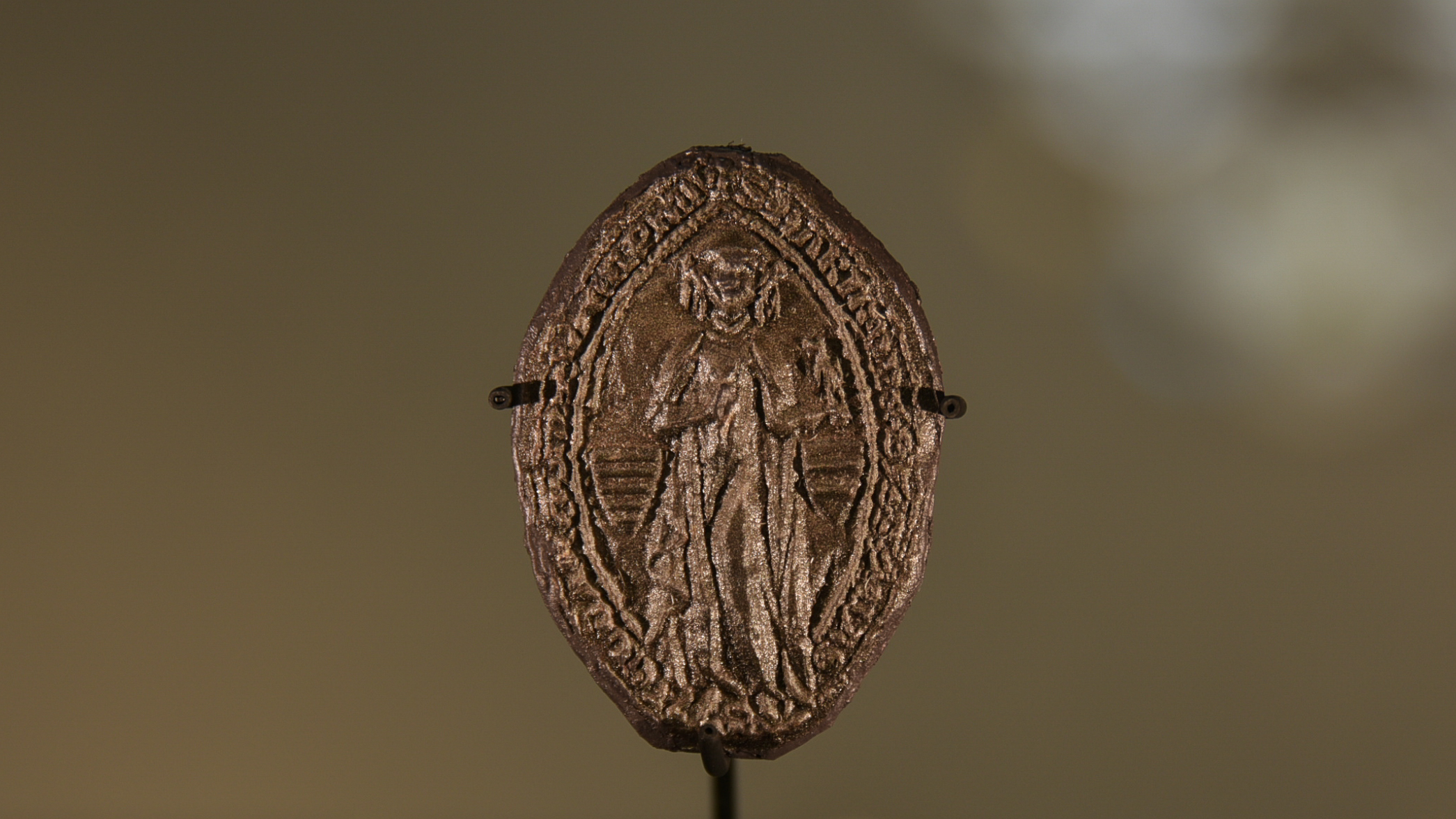
Zegel van Maria van Loon (1296)
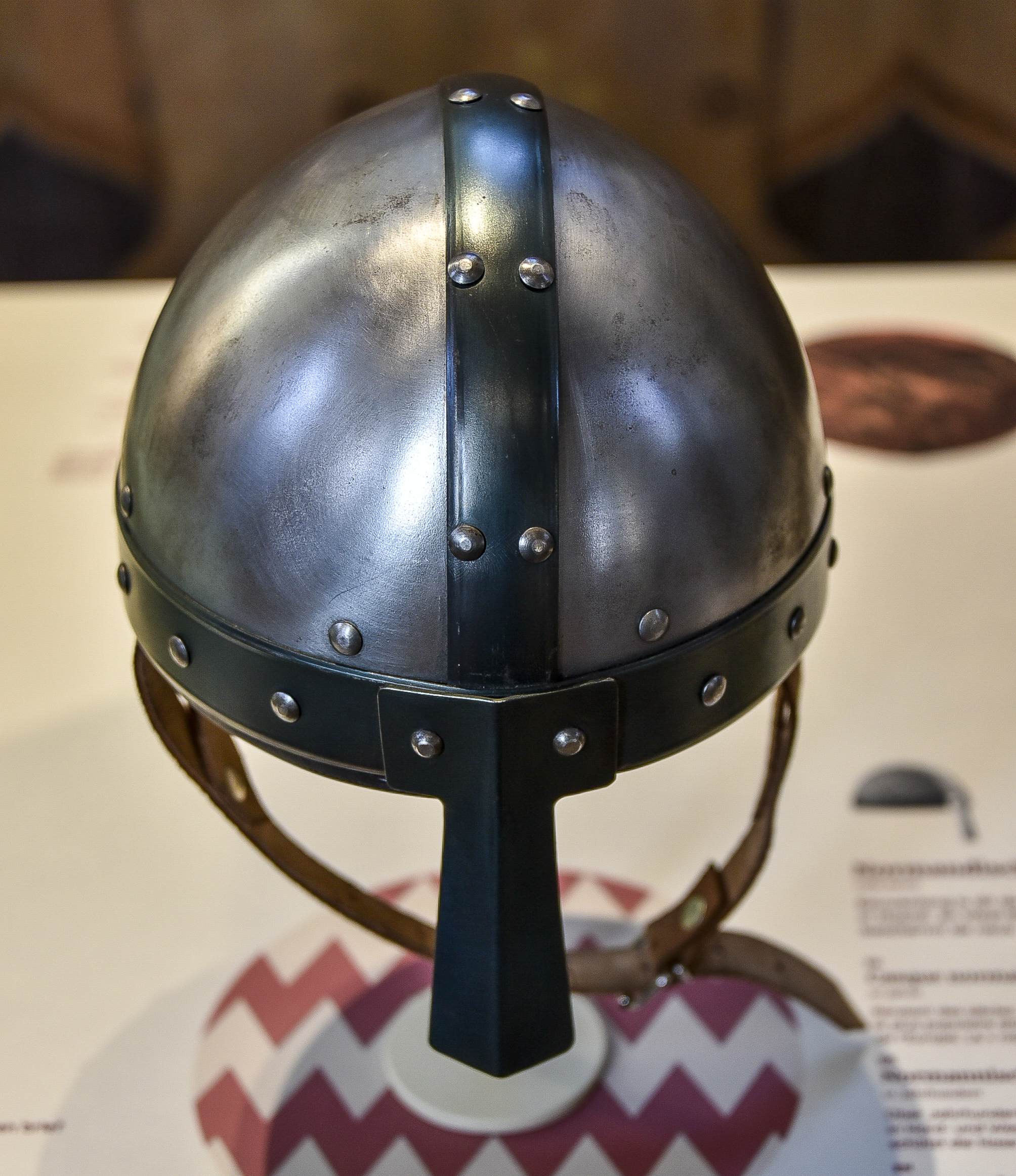
Normandische helm
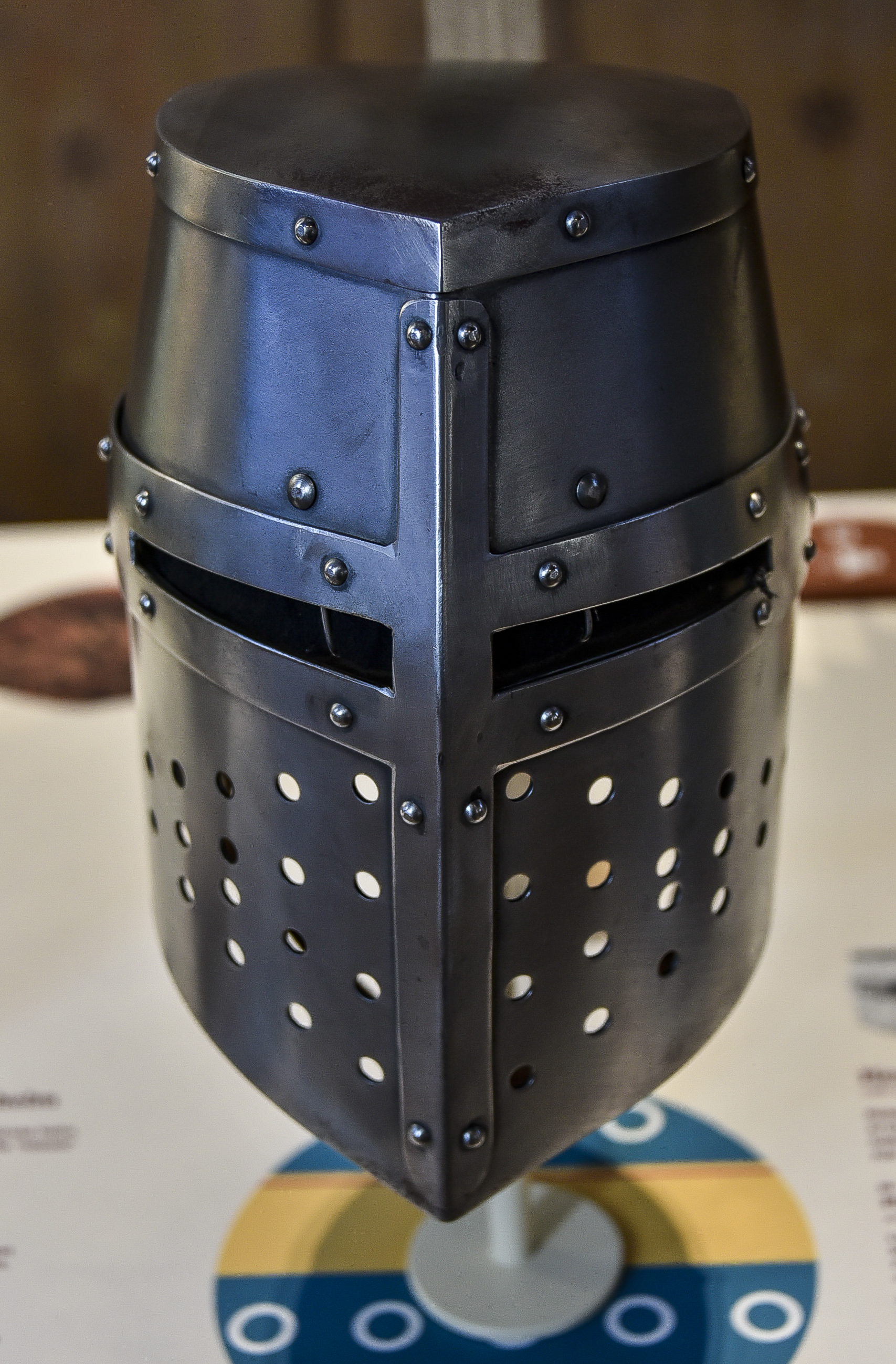
Grote helm
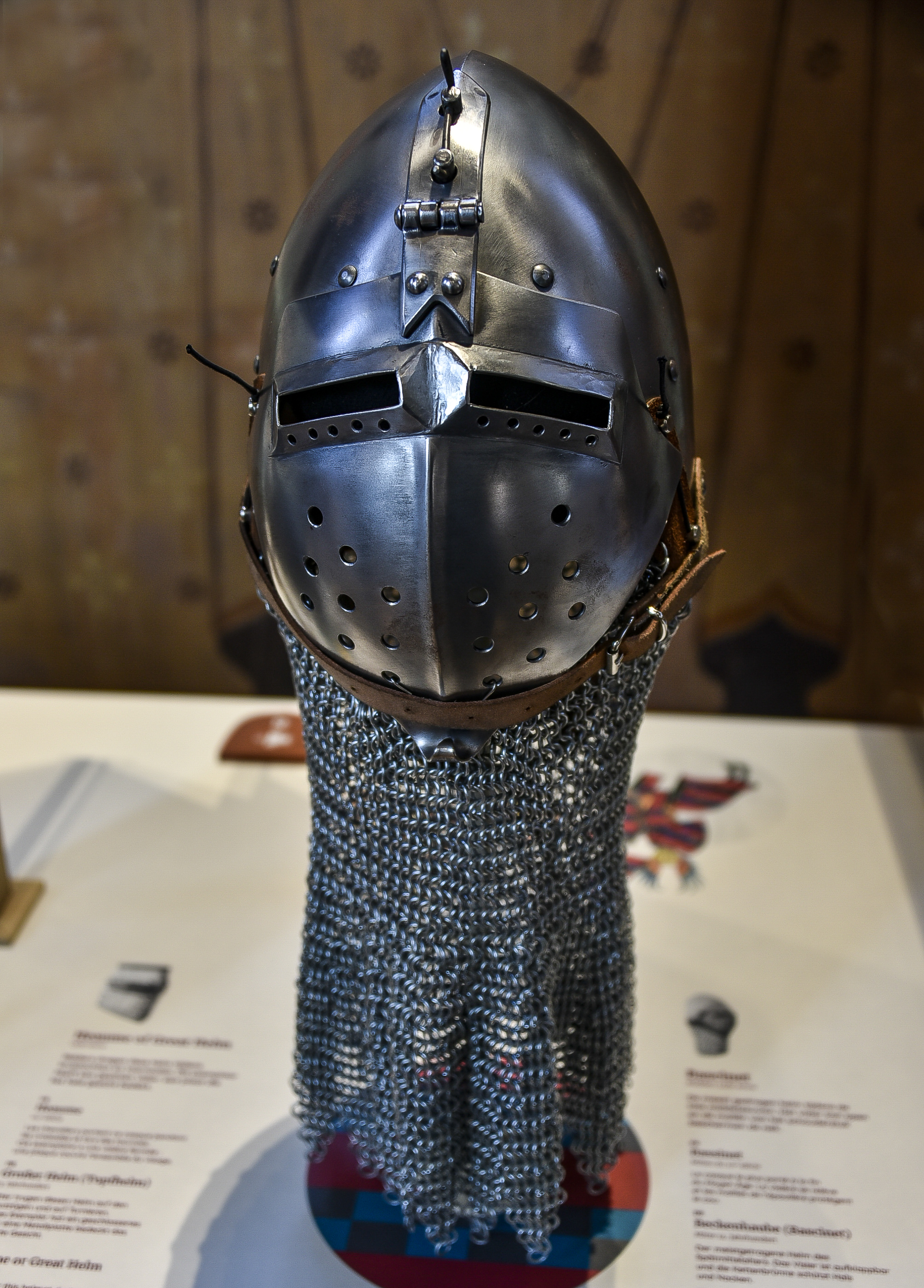
Bascinet